# Liste des épisodes de Symphogear
Cet article est un complément de l’article sur la série télévisée d'animation Symphogear. Il contient la liste des épisodes répartie en saisons.

## Liste des épisodes

### Senki zesshō Symphogear (2012)
| No | Titre anglais                                          | Titre japonais                      | Titre japonais                                  | Date de 1re diffusion |
| No | Titre anglais                                          | Kanji                               | Rōmaji                                          | Date de 1re diffusion |
| -- | ------------------------------------------------------ | ----------------------------------- | ----------------------------------------------- | --------------------- |
| 01 | Awakening Heartbeat                                    | 覚醒の鼓動                          | Kakusei no Kodō                                 | 6 janvier 2012        |
| 02 | Noise and Disharmony                                   | 雑音と不協和音と                    | Zatsuon to Fukyōwaon to                         | 13 janvier 2012       |
| 03 | Passing in the Night                                   | 夜にすれ違う                        | Yoru ni Surechigau                              | 20 janvier 2012       |
| 04 | Falling Tears                                          | 落涙                                | Rakurui                                         | 27 janvier 2012       |
| 05 | From the Bottom of Darker                              | なお昏き深淵の底から                | Nao Kuraki Shinen no Soko Kara                  | 3 février 2012        |
| 06 | Where Omens Lead                                       | 兆しの行方は                        | Kizashi no Yukue wa                             | 10 février 2012       |
| 07 | Fate Just Keeps Firing                                 | 撃ちてし止まぬ運命のもとに          | Uchiteshi Yamanu Unmei no Motoni                | 17 février 2012       |
| 08 | No Shadows in the Sunlight                             | 陽だまりに翳りなく                  | Hi Damari ni Kageri Naku                        | 24 février 2012       |
| 09 | Protector's Song                                       | 防人の歌                            | Sakimori no Uta                                 | 2 mars 2012           |
| 10 | What Only Clasped Hands Can Create                     | 繋いだ手だけが紡ぐもの              | Tsunaida te Dakega Tsumugumono                  | 9 mars 2012           |
| 11 | Shoot the Moon                                         | 月を穿つ                            | Tsuki o Ugatsu                                  | 16 mars 2012          |
| 12 | Symphogear                                             | シンフォギア                        | Shinfogia                                       | 23 mars 2012          |
| 13 | Meteoroids Falling, Burning, Disappearing, and then... | 流れ星、堕ちて燃えて尽きて、そして― | Nagareboshi, Ochite Koete Kotogotokite, Soshite | 30 mars 2012          |

### Senki zesshō Symphogear G (2013)
| No      | Titre anglais                                            | Titre japonais                    | Titre japonais                                    | Date de 1re diffusion |
| No      | Titre anglais                                            | Kanji                             | Rōmaji                                            | Date de 1re diffusion |
| ------- | -------------------------------------------------------- | --------------------------------- | ------------------------------------------------- | --------------------- |
| 01 (14) | The Gungnir Girl                                         | ガングニールの少女                | Gangunīru no Shōjo                                | 4 juillet 2013        |
| 02 (15) | Power and Lies in Her Heart                              | 胸に力と偽りと                    | Mune ni Chikara to Itsuwari to                    | 11 juillet 2013       |
| 03 (16) | Those Who Long for the End, Those Who Challenge the End  | 終焉を望む者、終焉に臨む者        | Shūen o Nozomumono, Shūen ni Nozomumono           | 18 juillet 2013       |
| 04 (17) | The Place I Call Home                                    | あたしの帰る場所                  | Atashi no Kaeru Basho                             | 25 juillet 2013       |
| 05 (18) | Bloodstained Serenade                                    | 血飛沫の小夜曲                    | Chishibuki no Sayokyoku                           | 1er août 2013         |
| 06 (19) | A Miracle is a Cruel Thing                               | 奇跡ーーそれは残酷な軌跡          | Kiseki - Sore wa Zankoku na Kiseki                | 8 août 2013           |
| 07 (20) | When You Stop Being You                                  | 君でいられなくなるキミに          | Kimi de Irare Nakunaru Kimi ni                    | 15 août 2013          |
| 08 (21) | Hand in Hand for Me, As I Waver...                       | 繋ぐ手と手…戸惑うわたしのため…    | Tsunagu Te to Te… Tomadou Watashi no Tame…        | 22 août 2013          |
| 09 (22) | The Origin of a Hero                                     | 英雄故事                          | Eiyū Koji                                         | 29 août 2013          |
| 10 (23) | Countdown to Loss                                        | 喪失までのカウントダウン          | Sōshitsu made no Kauntodaun                       | 5 septembre 2013      |
| 11 (24) | Destiny Ark                                              | ディスティニーアーク              | Disutinī Āku                                      | 12 septembre 2013     |
| 12 (25) | Striking Spear                                           | 撃槍                              | Gakisō                                            | 19 septembre 2013     |
| 13 (26) | In the Distance, That Day, When the Star Became Music... | 遥か彼方、星が音楽となった…かの日 | Haruka Kanata, Hoshi ga Ongaku to Natta… ka no Hi | 26 septembre 2013     |

#### Épisodes bonus
| No   | Titre anglais                                     | Titre japonais              | Titre japonais                 | Date de 1re diffusion |
| No   | Titre anglais                                     | Kanji                       | Rōmaji                         | Date de 1re diffusion |
| ---- | ------------------------------------------------- | --------------------------- | ------------------------------ | --------------------- |
| OVA1 | Not-So-Superb Song of the Valkyries: Symphogear 1 | 戦姫絶唱しないシンフォギア1 | Senki Zesshōshinai Shinfogia 1 | 5 février 2014        |
| OVA2 | Not-So-Superb Song of the Valkyries: Symphogear 2 | 戦姫絶唱しないシンフォギア2 | Senki Zesshōshinai Shinfogia 2 | 5 mars 2014           |

### Senki zesshō Symphogear GX (2015)
| No      | Titre anglais                                         | Titre japonais           | Titre japonais                    | Date de 1re diffusion |
| No      | Titre anglais                                         | Kanji                    | Rōmaji                            | Date de 1re diffusion |
| ------- | ----------------------------------------------------- | ------------------------ | --------------------------------- | --------------------- |
| 1 (27)  | Murderer of Miracles                                  | 奇跡の殺戮者             | Kiseki no Satsuriku-sha           | 4 juillet 2015        |
| 2 (28)  | Before I Destroy the World...                         | 世界を壊す―その前に      | Sekai o Kowasu, Sono Mae ni       | 10 juillet 2015       |
| 3 (29)  | Twilight of the Wielders                              | 奏者たちの黄昏           | Sōsha-tachi no Tasogare           | 17 juillet 2015       |
| 4 (30)  | Gungnir, Once More                                    | ガングニール、再び       | Gangunīru, Futatabi               | 24 juillet 2015       |
| 5 (31)  | Edge Works                                            | Edge Works               |                                   | 31 juillet 2015       |
| 6 (32)  | Drawn Blade                                           | 抜剣                     | Bakken                            | 7 août 2015           |
| 7 (33)  | Carry on the Shining Light, and Stay True to Yourself | 輝きを継ぐ、君らしく     | Kagayaki wo Tsugu, Kimi Rashiku   | 15 août 2015          |
| 8 (34)  | The Courage to Face It                                | 向き合う勇気             | Mukiau Yūki                       | 21 août 2015          |
| 9 (35)  | The Middle of a Dream                                 | 夢の途中                 | Yume no Tochū                     | 28 août 2015          |
| 10 (36) | It's So Cruel, But...                                 | こんなにも、残酷だけど   | Konna ni mo, Zankoku dakedo       | 4 septembre 2015      |
| 11 (37) | It's All Right. Everything is Just Fine.              | へいき、へっちゃら       | Heiki, Hecchara                   | 11 septembre 2015     |
| 12 (38) | GX                                                    | GX                       |                                   | 19 septembre 2015     |
| 13 (39) | Believe in Justice and Hold It Close                  | 正義を信じて、握り締めて | Seigi wo Shinjite, Nigiri shimete | 25 septembre 2015     |

#### Épisodes bonus
| No   | Titre anglais                                      | Titre japonais               | Titre japonais                  | Date de 1re diffusion |
| No   | Titre anglais                                      | Kanji                        | Rōmaji                          | Date de 1re diffusion |
| ---- | -------------------------------------------------- | ---------------------------- | ------------------------------- | --------------------- |
| OVA1 | Not-So-Superb Song of the Valkyries GX: Symphogear | 戦姫絶唱しないシンフォギアGX | Senki Zesshōshinai Shinfogia GX | 25 novembre 2015      |